# Музей спички
Музей спички – частный российский музей в Люберцах, посвящённый спичечным коробкам и этикеткам. По состоянию на 2020 год в состав экспозиции входят более 550 000 единиц хранения, датированные периодом с конца XIX века до настоящего времени.

## История
Идея создания музея принадлежит его руководителю – филуменисту, члену Правления Московского клуба филуменистов «Сувенир» и члену Межрегионального Общества коллекционеров спичечных этикеток и коробков Богдану Александровичу Семено.
В 2016 году было зарегистрировано ООО «СФ «МУЗЕЙ СПИЧКИ» и оборудовано помещение в городе Люберцы для сбора, хранения и изучения изделий спичечно-этикеточного производства.

## Экспозиция
Собрание музея основывается на частной коллекции Богдана Семено. Коллекция музея постоянно пополняется за счёт приобретаемых и получаемых в дар экспонатов.
В экспозицию музея входят более 550 000 единиц хранения, в том числе около 3000 сувенирных наборов, более 50 000 одиночных спичечных коробок и более 500 000 спичечных этикеток, датированных периодом с конца XIX века до настоящего времени.
В музее хранится самая большая в мире коллекция советских наборов спичек.
Экспонирование предметов происходит на совместных выставках с крупными музеями Москвы, Московской области и других регионов России. Также экспонаты музея были представлены в библиотеке имени Некрасова.

## Деятельность
Музеем разработан электронный каталог для структуризации изделий спичечно-этикеточного производства. На сегодняшний момент в каталог внесены сведения более чем о 1000 наборах спичек, выпущенных в СССР и на постсоветском пространстве.
За годы существования музей сотрудничал с такими крупными выставочными пространствами как ЦДХ, Музей космонавтики, Музей Москвы, Государственный Музей обороны Москвы, Ассоциация частных музеев России и другими.
Является единственным в Европе музеем, который выпускает сувенирные спичечные коробки с собственным дизайном, приуроченные к важным событиям и памятным датам. За время существования музея было выпущено три набора, два из них с рисунками художника Вячеслава Суровегина: первый посвящён 55-летию полёта Юрия Гагарина в космос, второй изготовлен к XIX Всемирному фестивалю молодёжи и студентов в г. Сочи, третий – к чемпионату мира по футболу 2018.
В сентябре 2019 года музей участвовал в выставке «Частные музеи России. Самородки России» в Сокольниках.